# Fasowacz

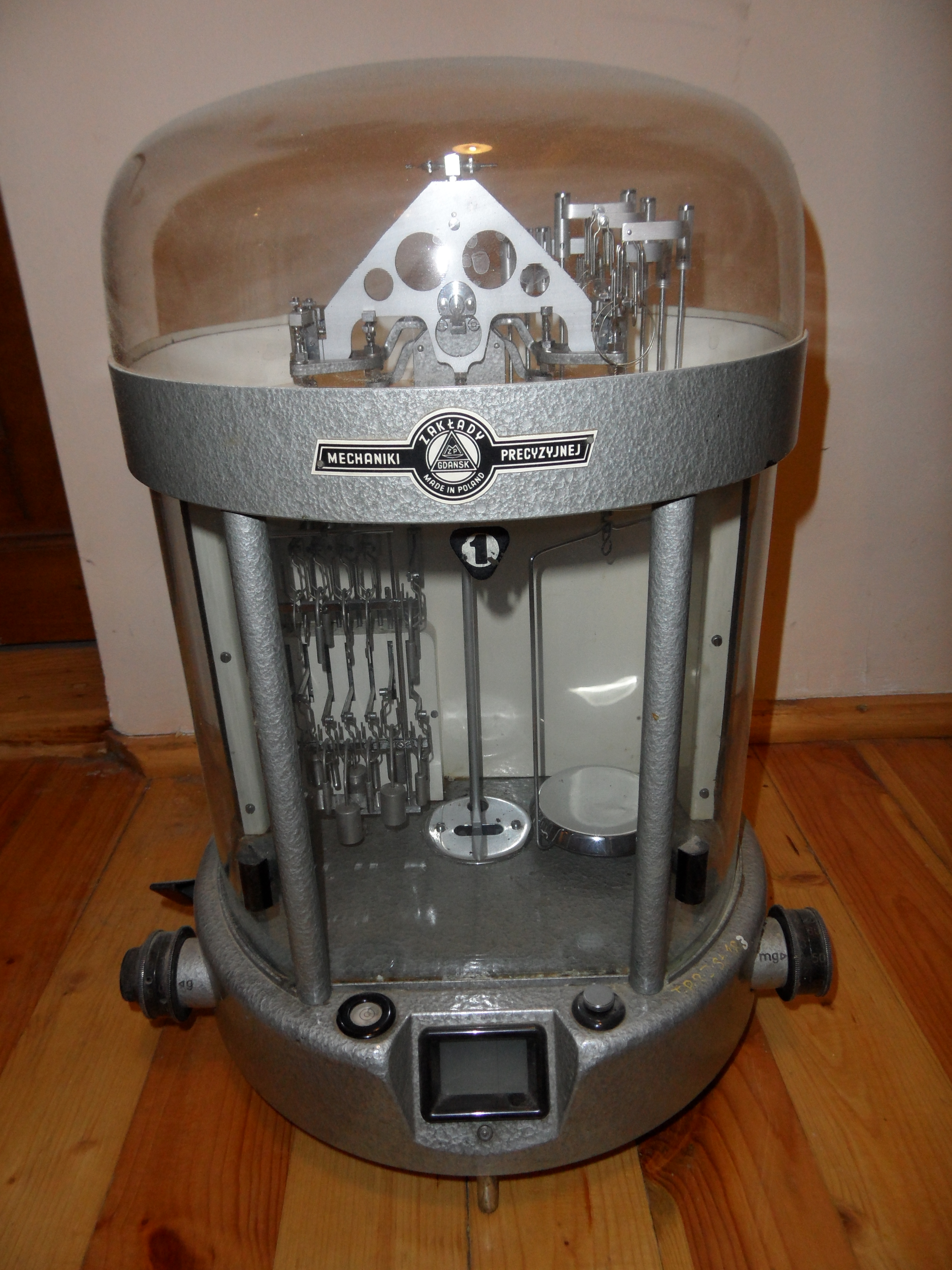
Polska waga analityczna z lat 50. XX wieku, narzędzie pracy fasowacza

Fasowacz (częściej jako osoba płci żeńskiej – fasowaczka) – pracownik apteki, nieposiadający specjalistycznego wykształcenia farmaceutycznego, zajmujący się odważaniem (lub odliczaniem) i pakowaniem odpowiednich porcji leków (np. tabletek) zgodnie z zapotrzebowaniem pacjenta albo przepisanymi przez lekarza w recepcie zaleceniami.
Określenie to wywodzi się z przestarzałego czasownika „fasować”, które oznaczało przecieranie przez sito lub cedzak.
Stanowisko fasowaczki w rozporządzeniu w sprawie zasad wynagradzania pracowników publicznych zakładów opieki zdrowotnej z roku 2001 zaliczane było (jako równorzędne do takich stanowisk, jak: sanitariusz, salowa, pomoc  laboratoryjna i pomoc apteczna) do VIII, najniższej grupy zaszeregowania z grupy pracowników działalności podstawowej.